# Трайко Гьотов
Трайко Минов Гьотов или Йотов е български революционер, войвода на Вътрешната македоно-одринска революционна организация.

## Биография
Гьотов е роден в кукушкото село Драгомирци, тогава в Османската империя, днес Вафиохори, Гърция. Влиза във ВМОРО. Четник е при Върбан Килифарски и Григор Тотев, а по-късно става самостоятелен войвода в родното му Кукушко. Участва в битката край Арджанското езеро. През Илинденско-Преображенското въстание участва в сраженията при селата Аматово и Постолар. На 13 октомври четите на Апостол войвода, Иванчо Карасулията и Трайко Гьотов в голямо сражение разбиват изпратените срещу тях пехота и кавалерия, събрани от Гевгели, Енидже Вардар и Гумендже. След това води кукушките чети, през август в Арджанския гьол се стига до разрив между Трайко Гьотов и Гоце Нисторов и четата им се разделя на две, след което на 18 август четата на Нисторов води сражение при Аматовската станция.
В началото на 1904 година четата на Аргир Манасиев, след сражение в Смол, се прехвърля в Кукушкия район при Трайко Гьотов. При едно излизане от Арджанското езеро с една лодка попадат на турска засада и трима от шестимата четници са ранени, включително войводата Гьотов. Заради това в Кукушкия район е изпратен Христо Чернопеев. На следната 1906 година Гьотов е принуден да замине на лечение в Свободна България, като с него отива и Васил Гърков.
| Чета на Аргир Манасиев и Трайко Гьотов, 20 октомври 1904 година | Чета на Аргир Манасиев и Трайко Гьотов, 20 октомври 1904 година | Чета на Аргир Манасиев и Трайко Гьотов, 20 октомври 1904 година | Чета на Аргир Манасиев и Трайко Гьотов, 20 октомври 1904 година | Чета на Аргир Манасиев и Трайко Гьотов, 20 октомври 1904 година |
| Номер                                                           | Име                                                             | Селище                                                          | Околия                                                          | Забележка                                                       |
| --------------------------------------------------------------- | --------------------------------------------------------------- | --------------------------------------------------------------- | --------------------------------------------------------------- | --------------------------------------------------------------- |
| 1.                                                              | Аргир Манасиев                                                  | Сехово                                                          | Гевгелийска                                                     |                                                                 |
| 2.                                                              | Трайко Гьотов                                                   | Драгомирци                                                      | Кукушка                                                         |                                                                 |
| 3.                                                              | Христо Иванов                                                   | Тушим                                                           | Гевгелийска                                                     |                                                                 |
| 4.                                                              | Георги Иванов                                                   | Тушим                                                           | Гевгелийска                                                     |                                                                 |
| 5.                                                              | Стоян Георгиев                                                  | Тушим                                                           | Гевгелийска                                                     |                                                                 |
| 6.                                                              | Митре Георгиев                                                  | Тушим                                                           | Гевгелийска                                                     |                                                                 |
| 7.                                                              | Митре Кръстов                                                   | Тушим                                                           | Гевгелийска                                                     |                                                                 |
| 8.                                                              | Нешо Ташов                                                      | Ливада                                                          | Гевгелийска                                                     |                                                                 |
| 9.                                                              | Гено Янов                                                       | Смоквица                                                        | Гевгелийска                                                     |                                                                 |
| 10.                                                             | Глигор Шаев                                                     | Сехово                                                          | Гевгелийска                                                     |                                                                 |
| 11.                                                             | Митре Тумбанов                                                  | Боймица                                                         | Гевгелийска                                                     |                                                                 |
| 12.                                                             | Асен Кярджиев                                                   | Варна                                                           | Варненска                                                       |                                                                 |
| 13.                                                             | Илия Мишев                                                      | Кавадарци                                                       | Тиквешка                                                        |                                                                 |
| 14.                                                             | Георги Щерьо                                                    | Ливада                                                          | Гевгелийска                                                     |                                                                 |
| 15.                                                             | Доне Янов                                                       | Постолари                                                       | Кукушка                                                         |                                                                 |
| 16.                                                             | Мино Иванов                                                     | Постолари                                                       | Кукушка                                                         |                                                                 |
| 17.                                                             | Яно Георгиев                                                    | Казаново                                                        | Кукушка                                                         |                                                                 |
| 18.                                                             | Лазар Ников                                                     | Драгомирци                                                      | Кукушка                                                         |                                                                 |
| 19.                                                             | Христо Георгиев                                                 | Гавалянци                                                       | Кукушка                                                         |                                                                 |
| 20.                                                             | Трайко Николов                                                  | Иджилари                                                        | Кукушка                                                         |                                                                 |
| 21.                                                             | Христо Янков                                                    | Мачуково                                                        | Гевгелийска                                                     |                                                                 |
| 22.                                                             | Зафо Христов                                                    | Мачуково                                                        | Гевгелийска                                                     |                                                                 |
| 23.                                                             | Мино Гонов                                                      | Петгъс                                                          | Ениджевардарска                                                 |                                                                 |
| 24.                                                             | Мино Танов                                                      | Тушилово                                                        | Ениджевардарска                                                 |                                                                 |
| 25.                                                             | Алекса Пешов                                                    | Орман                                                           | Костурска                                                       |                                                                 |
| 26.                                                             | Иван Ив. Александров                                            | Гумендже                                                        | Ениджевардарска                                                 |                                                                 |
| 27.                                                             | Тимчо                                                           | Кованец                                                         | Гевгелийска                                                     |                                                                 |
| 28.                                                             | Гоно Ванчев (пеливана)                                          | Богданци                                                        | Гевгелийска                                                     |                                                                 |
| 29.                                                             | Мите Кьосето                                                    | Велес                                                           | Велешка                                                         | [ 6 ]                                                           |

През 1912 година след началото на Балканската война Трайко Гьотов оглавява местна чета в помощ на чета №52 на Македоно-одринското опълчение, предвождана от Тодор Александров.
Умира в 1941 година.